# Lakeview (Washington)
Lakeview es un lugar designado por el censo ubicado en el condado de Grant, en el estado de Washington, Estados Unidos. Según el censo de 2020, tiene una población de 1068 habitantes.
A todos los efectos prácticos, la zona es un barrio de la ciudad de Soap Lake.

## Geografía
Está ubicado en las coordenadas 47°22′32″N 119°30′15″O / 47.37556, -119.50417 (47.375543, -119.504282).

## Demografía
Según la Oficina del Censo, en 2000 los ingresos medios de los hogares eran de $30.588 y los ingresos medios de las familias eran de $35.313. Los hombres tenían unos ingresos medios de $31.607 frente a $21.563 para las mujeres. Los ingresos per cápita eran de $17.449. Alrededor del 18,6% de la población estaba por debajo del umbral de pobreza.
De acuerdo con la estimación 2015-2019 de la Oficina del Censo, los ingresos medios de los hogares son de $44.875. Alrededor del 9,6% de la población está por debajo del umbral de pobreza.
Según el censo de 2020, el 25.66% de los habitantes son hispanos o latinos de cualquier raza.